# She’s Having a Baby
She’s having a Baby ist eine US-amerikanische Komödie aus dem Jahr 1988 von Regisseur John Hughes. Alternativtitel ist Kinderleicht ins große Glück.

## Handlung
Der Film verdeutlicht auf satirische Weise in der Populärkultur vorhandene gängige Stereotype, Klischees und Ängste junger Paare und frischvermählter Eheleute. Diese werden am Beispiel von Kristy und Jake Briggs dargestellt:
Das verliebte Pärchen aus Chicago heiratet am Anfang des Films, was von ihrer Umwelt aber teils als verfrüht angesehen wird, da beide noch relativ jung sind. Recht bald treten erste Unstimmigkeiten auf, da sowohl Jake als auch Kristy am jeweils anderen bestimmte unangenehme Eigenarten feststellen.
Jake steht im Laufe der Filmhandlung auf zweierlei Weise im Mittelpunkt: einerseits da er seine Gedanken in Form von Off-Kommentaren äußert und andererseits durch recht bizarre Tagtraumvisionen, die seine Befürchtungen und Ängste bezüglich des Ehelebens ausdrücken.
Nach dem holprigen Ehestart zieht das Paar zunächst nach New Mexico, wo Jake versucht, seinen Hochschulabschluss zu machen, was aber misslingt. Beide kehren einige Zeit darauf in ihre Heimatstadt zurück, wo sie sich langsam ein beschauliches Familienleben aufbauen: Kristy erhält einen Job in einem Forschungslabor, Jake ergattert (durch geschickte Flunkerei) eine Anstellung in einer Werbeagentur und schließlich beziehen sie ein Vorstadtwohnhaus. Nur eines fehlt noch zum Familienglück: ein Baby.
Das Ganze gestaltet sich jedoch schwierig: Zunächst muss sich Jake erst mit dem Gedanken an ein Baby anfreunden, dann scheitert Kristys Versuch, die Pille abzusetzen und schließlich planen beide geradezu generalstabsmäßig die Zeugung, was letztlich aber von Erfolg gekrönt ist. Doch bis zur Geburt ist es noch ein langer Weg, besonders für Jake. Dessen Tagträume vom Baby und dem spießigen Vorstadtfamilienleben nehmen ihn immer mehr ein. Aber am Ende erkennt er, dass seine Egozentrik für die vergangenen wie anstehenden Probleme verantwortlich war und er kommt endlich mit der (baldigen) Vaterrolle zurecht.
Am Schluss wird dann alles gut und nach einer recht chaotischen Fahrt zur Entbindung können Jake und Kristy ihr Kind in die Arme schließen, womit das Familienglück nun komplett ist. Derweil machen sich ihr Umfeld sowie diverse andere Persönlichkeiten schon Gedanken über den Namen des Babys …

## Kritik
„Ein leises, unspektakuläres satirisches Märchen mit Hintersinn, das in der Vermischung mehrerer Wirklichkeitsebenen vorschnell zurechtgezimmerte Lebensentwürfe und Glücksvorstellungen persifliert.“

## Trivia
- Während des Abspanns sieht man verschiedene prominente Schauspieler (vorrangig aus anderen John-Hughes-Produktionen), die sich Gedanken über den Namen des Babys machen. Unter anderem werden John Candy, Dan Aykroyd und Chris Young (am Filmset von Great Outdoors – Ferien zu dritt), Matthew Broderick in seiner Rolle als Ferris Bueller, Kirstie Alley, Woody Harrelson, Michael Keaton, Belinda Carlisle, Roy Orbison, Basketballstar Magic Johnson, Olivia Newton-John, Annie Potts, Wil Wheaton, Bronson Pinchot, Ally Sheedy sowie Bill Murray am Set von Die Geister, die ich rief … gezeigt.
- Das Nummernschild von Jakes 3er BMW lautet „SHAB“ – ein Akronym für „She’s having a baby“.
- Der Film entstand etwa zur selben Zeit wie die Produktionen Ferien zu dritt und Ein Ticket für Zwei, an denen John Hughes ebenfalls mitarbeitete. Daher wirken verschiedene Schauspieler aus diesen Streifen auch in She’s having a baby mit.
- Eine von Jakes Traumsequenzen ist in Schwarzweiß gehalten und man sieht, wie er als kleiner Junge mit seinem Großvater ein Gespräch führt. Der junge Jake wird hierbei von Neal Bacon gespielt, Kevin Bacons Neffen, der damals fünf Jahre alt war.
- Der Spitzname von Paul Gleasons Charakter Howard, „Blind Boy Grunt“, geht auf ein Pseudonym von Bob Dylan zurück.
- Cathryn Damon ist als Gayle Bainbridge in ihrer letzten Rolle zu sehen.

## Soundtrack
- Apron String von Everything but the Girl
- Chain Gang von Sam Cooke
- Crazy Love von Bryan Ferry
- Desire (Come and get it) von Gene Loves Jezebel
- Drummin’ Man von Topper Headon
- Full of Love von Dr. Calculus
- Happy Families von XTC
- Haunted When the Minutes Drag von Love and Rockets
- How Sweet It Is (To Be Loved by You) von Marvin Gaye
- It’s all in the game von Mike Thorne
- More Than a Feeling von Boston
- She’s having a baby von Dave Wakeling
- This woman’s work von Kate Bush
- You haven’t earned it yet baby von Kirsty MacColl

## Synchronisation
| Rolle           | Schauspieler       | Synchronsprecher      |
| --------------- | ------------------ | --------------------- |
| Jake Briggs     | Kevin Bacon        | Stephan Schwartz      |
| Kristy Briggs   | Elizabeth McGovern | Monika Barth          |
| Davis McDonald  | Alec Baldwin       | Rainer Schmitt        |
| Howard          | Paul Gleason       | Achim Schülke         |
| Jim Briggs      | James Ray          | Harald Halgardt       |
| Ken             | John Ashton        | Andreas von der Meden |
| Russ Bainbridge | William Windom     | Gottfried Kramer      |
| Cynthia         | Nancy Lenehan      | Isabella Grothe       |
| Großvater       | Bill Erwin         | Hans Paetsch          |